# Alexandre Langlois (policier)
Pour les articles homonymes, voir Alexandre Langlois et Langlois.
Alexandre Langlois, né le 26 novembre 1982 à Paris, est un policier, syndicaliste et homme politique français.

## Biographie
Alexandre Langlois fait des études de droit et de sciences politiques à Université de Versailles-Saint-Quentin-en-Yvelines (UVSQ). Il sera responsable du syndicat UNI et élu étudiant. Son engagement lui vaudra d'être invité à la garden-party de l'Élysée par le président de la République Jacques Chirac en 2003.
Alexandre Langlois est gardien de la paix à la police aux frontières puis au renseignement territorial des Yvelines. Alexandre Langlois est d'abord membre du syndicat Alliance Police nationale avant de rejoindre la CGT. Il est secrétaire général du syndicat policier Vigi qui a quitté la CGT en 2018.
Lors des législatives 2017, il est candidat de La France insoumise dans la 3e circonscription des Yvelines. Il finit troisième en recueillant 5,71 % des suffrages.
Il se fait remarquer pour son discours critique de l'organisation de la police et des consignes du gouvernement. Le 20 février 2019, malgré son excellente notation par sa hiérarchie, il subit un conseil de discipline où aucune proposition ne recueille la majorité des voix. Le 3 juillet 2019, la directrice adjointe des ressources et compétences de la police nationale, pour le compte du ministre de l’Intérieur, Christophe Castaner, rend compte d'une décision de suspension de ses fonctions pour une période de 12 mois dont 6 avec sursis, pour avoir selon cette dernière « gravement manqué aux obligations statutaires et déontologiques ». Ces manquements concernent les tracts et interventions de Langlois lors de ses prises de positions syndicales. Alexandre Langlois annonce vouloir contester en référé cette décision devant le tribunal administratif, et porter plainte contre le ministre de l'intérieur, Christophe Castaner.
Lors des élections municipales du 15 mars 2020, il est candidat en deuxième position sur une liste sans étiquette conduite par Morgane Retho dans le village de Malansac, dans le Morbihan. La liste recueille 39,14 % des suffrages exprimés. À ce titre, Alexandre Langlois siège comme conseiller municipal minoritaire à Malansac. Aujourd'hui il n'est encarté dans aucun parti politique.
Le 27 novembre 2020, après l'affaire de violences policières contre Michel Zecler et considérant que « les missions de la police ont basculé sur un contrôle social, au détriment du respect du code pénal », il annonce sa volonté de quitter la police nationale dans une demande de rupture conventionnelle adressée au Ministère de l'Intérieur, dans laquelle il déclare : « Je quitte la Police nationale pour les mêmes raisons que j’y suis entré : la défense des libertés individuelles et de l'intérêt général. »
Le 12 mars 2021, il lui est notifié sa révocation de la police nationale à la suite de la publication d'un tract visant sa haute hiérarchie. Le 16 avril 2021, le tribunal administratif de Versailles annonce avoir suspendu cette décision « jusqu'à ce qu'il soit statué au fond sur sa légalité ». La juridiction indique qu'il existe « un doute sérieux quant à la légalité de la sanction » dont la « sévérité » est « disproportionnée par rapport aux faits reprochés ».
Il annonce sa candidature à l'élection présidentielle de 2022 en juin 2021. Soutenu dans un premier temps par le parti Refondation, celui-ci jette l'éponge en novembre 2021.
Le 17 février 2022, il annonce son retrait faute de parrainages. Il soutient alors la candidature du souverainiste Georges Kuzmanovic (qui n'obtiendra pas non plus les parrainages nécessaires). Il annonce dans la foulée sa candidature dans la quatrième circonscription du Morbihan pour les élections législatives de 2022.

## Publication
- L'ennemi de l'Intérieur. Dérives et dysfonctionnements de la Police nationale, Paris/53-Mayenne, Talma studios, 25 novembre 2019, 265 p. (ISBN 979-10-96132-30-0)
- Essayez la démocratie. Au bal masqué de la macronie, Paris/53-Mayenne, Talma Studios, 9 août 2021, 208 p.  (ISBN 978-2-37790-012-1)